# Таинственный Альберт Ноббс
«Таи́нственный А́льберт Ноббс» (англ. Albert Nobbs) — исторический фильм 2011 года режиссёра Родриго Гарсиа, премьера которого состоялась 2 сентября 2011 года. Главную роль исполняет Гленн Клоуз. Экранизация рассказа «Необычайная жизнь Альберта Ноббса» писателя Джорджа Мура.
Фильм претендовал на премию «Оскар» в 3 категориях: «Лучшая женская роль» (Гленн Клоуз), «Лучшая женская роль второго плана» (Джанет Мактир) и «Лучший грим».

## Сюжет
Альберт Ноббс — дворецкий в отеле Моррисон в Дублине конца XIX века, Ирландия; его работодатель — миссис Бейкер. Несмотря на то, что он являлся биологически женщиной, Альберт провёл последние 30 лет как мужчина. Он также тайно копил деньги на покупку табачной лавки, чтобы получить некоторую свободу и независимость.
Недавно безработный Джо Маккинс приезжает в отель и пытается устроиться на работу котельщиком. Он и служанка Хелен Доуз становятся любовниками. Хьюберт Пейдж, которому поручили малярные работы в отеле, открывает секрет Альберта. Он показывает Альберту, что хранит тот же секрет о себе, живя как мужчина после побега от жестокого мужа.
Альберт навещает Хьюберта в его доме и встречает Кэтлин, жену Хьюберта. Альберт рассказывает Хьюберту историю своей жизни: будучи незаконнорождённым, а затем брошенный, Альберт был усыновлён миссис Ноббс и получил образование в монастыре, а затем был исключён после смерти матери. Однажды ночью, в возрасте 14 лет Альберт был жестоко изнасилован и избит группой мужчин. Услышав, что нужны официанты, Альберт купил костюм, прошёл собеседование и нанят, и начал свою жизнь с мужской идентичностью.
Полагая, что Хелен может быть идеальной женой для ведения магазина, Альберт приглашает её на свидание. Она отказывается, но Джо, полагая, что Альберт даст Хелен деньги, которые могут помочь паре эмигрировать в Америку, побуждает её вести Альберта дальше. Она соглашается на такой подход, позволяя Альберту покупать ей подарки. Хелен неуютно с Альбертом и договоренностью, которую Джо уговорил её сделать. Альберт также рассказывает Хелен о своём плане купить магазин.
Хелен в конце концов обнаруживает, что беременна ребёнком Джо. Джо напуган, опасаясь, что станет похож на своего жестокого отца. Тем временем Альберт приходит в дом Хьюберта однажды и узнает, что Кэтлин умерла, оставив Хьюберта опустошённым. Альберт и Хьюберт облачились в платья Кэтлин. Хотя сначала им обоим крайне неудобно, в конце концов они проводят веселый день вместе, одетые как женщины. Спотыкание и падение Альберта на пляже возвращает их к реальности. Пара возвращается к Хьюберту, переодевается в свою мужскую одежду и возвращается к своей прежней жизни.
Вернувшись в отель, Альберт узнает, что Хелен беременна, и предлагает жениться на ней. Она отказывается, говоря, что Альберт её не любит, хотя Альберт выражает опасения, что Джо сам уедет в Америку и не заберёт её и ребёнка. Позже тем же вечером Джо и Хелен начинают громкую ссору после того, как Джо раскрывает, что он действительно едет в Америку один. Альберт нападает на Джо, когда он вступает в бой с Хелен, и Джо швыряет Альберта об стену, в результате чего он получает травму головы. Альберт ложится спать, забытый в суматохе, с кровотечением из одного уха. Хелен сердито говорит Джо, что она все равно больше не хочет быть с ним, и он уходит. На следующее утро Хелен находит Альберта мертвым в его постели.
В конце концов Хелен рожает сына Альберта Джозефа. Миссис Бейкер, обнаружив скопленные Альбертом деньги и присвоив их, снова нанимает Хьюберта, чтобы он улучшил отель. Когда Хелен видит Хьюберта, она ломается и показывает, что её разлучат с сыном и выбросят на улицу. Однако Хьюберт говорит ей: «Мы не можем допустить этого, не так ли?».

## В ролях
| Актёр                | Роль            |
| -------------------- | --------------- |
| Гленн Клоуз          | Альберт Ноббс   |
| Миа Васиковска       | Хелен Доуз      |
| Аарон Тейлор-Джонсон | Джо             |
| Джанет Мактир        | Хьюберт Пейдж   |
| Полин Коллинз        | миссис Бейкер   |
| Брендан Глисон       | доктор Холлоран |
| Бренда Фрикер        | Полли           |
| Марк Уильямс         | Шон Кэйси       |
| Джонатан Рис-Майерс  | виконт Яррелл   |

## Создание
Гленн Клоуз уже играла Альберта Ноббса в одноимённом спектакле 1982 года, и потратила 15 лет на то, чтобы рассказ Джорджа Мура был экранизирован. В начале 2000-х производство фильма сдвинулось с мертвой точки. На пост режиссёра был даже утверждён Иштван Сабо. Однако тогда не хватило денег, выделенных на создание картины.
Съёмки фильма стартовали в декабре 2010 года. На роли Хелен Доуз и Джо рассматривались Аманда Сейфрид и Орландо Блум, которых позже заменили Миа Васиковска и Аарон Джонсон.

## Отзывы
Фильм получил неоднозначные отзывы критиков. На основании 158 отзывов рейтинг Rotten Tomatoes составил 56%, а средний рейтинг - 6,01 из 10. Консенсус сайта гласит: «Таинственный Альберт Ноббс рассказывает достойную историю с выдающимися характеристиками по своей сути, даже если конечный результат зачастую несколько меньше суммы его замечательных частей». Metacritic дал фильму 57 баллов из 100, со смешанными или средними отзывами, основанными на отзывах 42 критиков.